# Grand Prix Forlì
Der Grand Prix Forlì war ein Einzelzeitfahren im Straßenradsport, das nach der Hauptstadt der italienischen Provinz Forlì-Cesena in der Region Emilia-Romagna benannt war. Start und Ziel war Castrocaro Terme e Terra del Sole. Das Rennen wurde von 1958 bis 1979 mit Unterbrechungen ausgetragen. Zu dem Rennen wurden die besten Zeitfahrer jener Zeit eingeladen. Es fand zunächst im Frühjahr statt, zweimal wurde es im September veranstaltet.

## Sieger
- 1958  Ercole Baldini
- 1959  Ercole Baldini
- 1960  Jacques Anquetil
- 1961  Jacques Anquetil
- 1962  Ercole Baldini
- 1963  Ercole Baldini
- 1965  Jacques Anquetil
- 1967  Felice Gimondi
- 1968  Felice Gimondi
- 1969  Felice Gimondi
- 1970  Ole Ritter
- 1971  Felice Gimondi
- 1972  Roger Swerts
- 1973  Felice Gimondi
- 1974  Francesco Moser
- 1977  Bernt Johansson
- 1978  Bernt Johansson
- 1979  Roy Schuiten